# Jagger/Richards

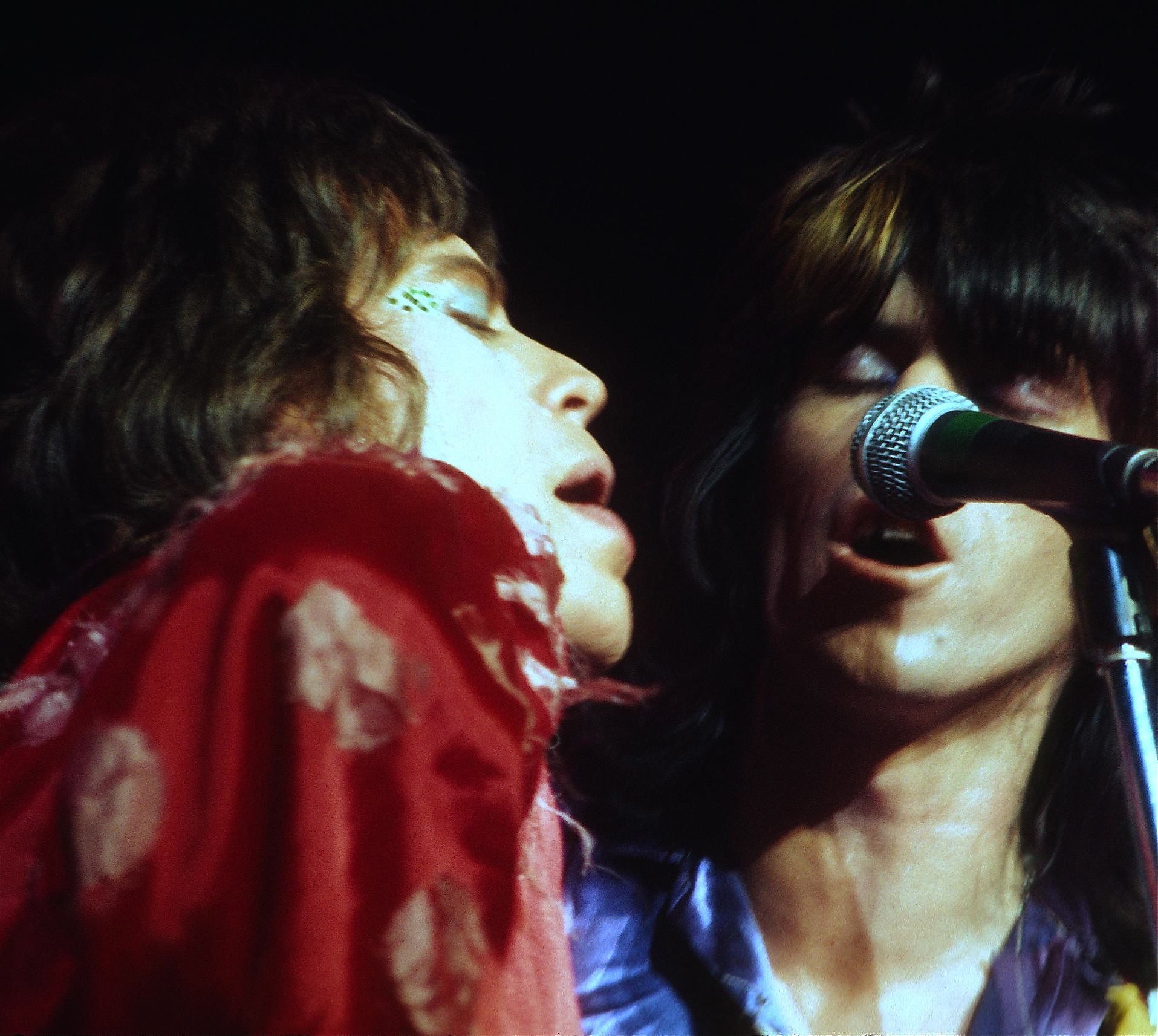
Jagger en Richards in 1972

Jagger/Richards is de namencombinatie die duidt op de muzikale samenwerking van Mick Jagger en Keith Richards, welke vooral heeft geleid tot een groot aantal nummers voor de band The Rolling Stones. Samen vormen ze een van de bekendste muzikale duo's van de 20e eeuw.
Het duo heeft onder meerdere namen nummers geschreven, zoals The Glimmer Twins en Nanker Phelge, hoewel Nanker Phelge gebruikt werd voor composities van de hele band. De eerste composities van Jagger/Richards waren niet voor de Stones, maar voor andere artiesten. Zo schreven ze het nummer That Girl Belongs To Yesterday, uitgebracht in 1964 door Gene Pitney. Het nummer bereikte de 7e positie in de UK-charts. De Stones hebben het nummer niet zelf uitgebracht, in tegenstelling tot het bekendere As Tears Go By. Dit nummer werd in 1964 een hit voor Marianne Faithfull, met een 9e plaats in de Uk-charts. Stones-manager Andrew Oldham staat als medecomponist vermeld.   
Aftermath was het eerste Stones-album dat volledig door het duo werd geschreven. Na dit album, uitgebracht in 1966, volgde onder Jagger/Richards nog vele Stones-albums met eigen nummers.

## Lijst van Jagger/Richards-nummers uitgegeven als Rolling Stones-singles
| - 2000 Light Years from Home - 19th Nervous Breakdown - All Down the Line - All the Way Down - Angie - As Tears Go By - Beast of Burden - Before They Make Me Run - Biggest Mistake - Bitch - Break the Spell - Brown Sugar - Child of the Moon - Congratulations - Cook Cook Blues - Crazy Mama - Dance Little Sister - Dancing With Mr. D - Dandelion - Don't Stop | - Doo Doo Doo Doo Doo (Heartbreaker) - Doom and Gloom - Down in the Hole - Emotional Rescue - Fancy Man Blues - Far Away Eyes - Fool to Cry - Gimme Shelter - Good Times, Bad Times - Get Off of My Cloud - Gotta Get Away - Hang Fire - Highwire - Honky Tonk Women - Happy - Have You Seen Your Mother, Baby, Standing in the Shadow? - Heart of Stone - Hot Stuff - Hurricane - (I Can't Get No) Satisfaction - I Go Wild | - I Think I'm Going Mad - I'm Free - I'm Gonna Drive - It's Only Rock'n Roll (But I Like It) - Jiving Sister Fanny - Jump On Top of Me - Jumpin' Jack Flash - Lady Jane - The Lantern - The Last Time - Let's Spend the Night Together - Love Is Strong - Miss You - Mixed Emotions - Mother's little helper - No Expectations - Off the Hook - One More Shot - Out of Control - Out of Tears - Out of Time | - Paint It, Black - Respectable - Rock and a Hard Place - Streets of Love / Rough Justice - Ruby Tuesday - Sad Day - Saint of Me - Send It to Me - Shattered - She's a Rainbow - She's So Cold - She Was Hot - Silver Train - Start Me Up - The Storm - Street Fighting Man - Streets of Love / Rough Justice - Stupid Girl - Surprise, Surprise - Sway | - Sweet Black Angel - Sympathy for the Devil - Tell Me (You're Coming Back) - Terrifying - Through the Lonely Nights - Try A Little Harder - Tumbling Dice - Undercover of the Night - Waiting on a Friend - We Love You - What a Shame - When the Whip Comes Down - Wish I'd Never Met You - Who's Driving Your Plane? - Wild Horses - You Can't Always Get What You Want - You Got Me Rocking |